# Octobre 2021
Octobre 2021 est le dixième mois de l'année 2021.

## Événements
- 12 septembre au 3 octobre : Coupe du monde de futsal de 2021.
- 28 septembre au 3 octobre : Championnats d'Europe de tennis de table 2021.
- 1er octobre : ouverture de l'Exposition universelle à Dubaï aux Émirats arabes unis.
- 2 octobre : élections législatives au Qatar.
- 3 octobre :
  - le Consortium international des journalistes d'investigation révèle le scandale financier des Pandora Papers ;
  - Attentat de la mosquée Id Gah de Kaboul en Afghanistan.
- 4 octobre :
  - Fumio Kishida succède à Yoshihide Suga comme Premier ministre du Japon ;
  - le prix Nobel de physiologie ou médecine est attribué à David Julius et Ardem Patapoutian pour leurs travaux sur les récepteurs de la température et du toucher.
- 5 octobre :
  - élections à la chambre des conseillers au Maroc ;
  - Publication du rapport de la Commission indépendante sur les abus sexuels dans l'Église (CIASE) ;
  - le prix Nobel de physique est attribué à Syukuro Manabe, Klaus Hasselmann et Giorgio Parisi pour leurs contributions à la compréhension des systèmes physiques complexes.
- 6 octobre : le prix Nobel de chimie est attribué à Benjamin List et David MacMillan pour le développement de  l'organocatalyse asymétrique.
- 7 octobre : 
  - le prix Nobel de littérature est attribué à Abdulrazak Gurnah.
  - la province d'Afrique centrale de Daech étend sa zone d'activité à l'Ouganda en faisant détoner un engin explosif improvisé dans un bâtiment de la police à Kampala[1].
- 7 au 9 octobre : 28e Sommet France-Afrique à Montpellier.
- 8 octobre :
  - attentat de la mosquée de Kondoz en Afghanistan ;
  - le prix Nobel de la paix est attribué aux journalistes Maria Ressa et Dmitri Mouratov.
- 8 et 9 octobre : élections législatives en Tchéquie.
- 10 octobre : élections législatives en Irak.
- 11 octobre :
  - Alexander Schallenberg devient chancelier fédéral d'Autriche après la démission de Sebastian Kurz ;
  - Najla Bouden, devient chef du gouvernement tunisien, elle est pionnière dans le Monde arabe et en Tunisie ;
  - le prix Nobel d'économie est attribué à David Card, Joshua Angrist et Guido Imbens.
- 13 octobre :
  - élections législatives à Sainte-Hélène ;
  - en Norvège, les attaques de Kongsberg font 5 morts.
- 14 octobre : Jonas Gahr Støre devient Premier ministre de Norvège.
- 17 octobre : élection présidentielle au Cap-Vert.
- 18 octobre : ouverture des États généraux de la Justice en France.
- 22 octobre : élection présidentielle aux Fidji.
- 24 octobre :
  - élection présidentielle en Ouzbékistan ;
  - coup d'État au Soudan.
- 30 et 31 octobre : Sommet du G20 de 2021 à Rome en Italie.
- 31 octobre : élections législatives au Japon.
- octobre : élections législatives en Somalie.